# میهای توت
میهای توت (مجاری: Mihály Tóth; ۱۴ سپتامبر ۱۹۲۶ – ۷ مارس ۱۹۹۰) بازیکن فوتبال اهل مجارستان بود.
از باشگاه‌هایی که در آن بازی کرده‌است می‌توان به باشگاه فوتبال اویپشت اشاره کرد.
وی همچنین در تیم ملی فوتبال مجارستان بازی کرده‌است.